# Zotalemimon posticata
Zotalemimon posticata är en skalbaggsart som först beskrevs av Charles Joseph Gahan 1894.  Zotalemimon posticata ingår i släktet Zotalemimon och familjen långhorningar.
Artens utbredningsområde är:
- Laos.
- Burma.

Inga underarter finns listade i Catalogue of Life.